# Саришевська сільська рада
Сари́шевська сільська рада (рос. Сарышевский сельский совет) — муніципальне утворення у складі Мелеузівського району Башкортостану, Росія. Адміністративний центр — присілок Саришево.

## Населення
Населення — 629 осіб (2019, 727 в 2010, 832 в 2002).

## Склад
До складу поселення входять такі населені пункти:
| Населений пункт      | Населення, осіб (2002) | Населення, осіб (2010) |
| -------------------- | ---------------------- | ---------------------- |
| Акназарово, присілок | 189                    | 168                    |
| Мутаєво, присілок    | 152                    | 153                    |
| Саришево, присілок   | 491                    | 406                    |